# Portal (motocicleta)
Portal va ser una empresa francesa fabricant de motocicletes amb seu a Reinièrs (Tarn-et-Garonne) que va tenir activitat entre el 1974 i el 1984. Fundada pels germans Denis i Gilles Portal, antics pilots de motocròs que havien participat també en el naixement de BPS, l'empresa va produir motocicletes de fora d'asfalt de qualitat i fins i tot un model de velocitat.

## Història

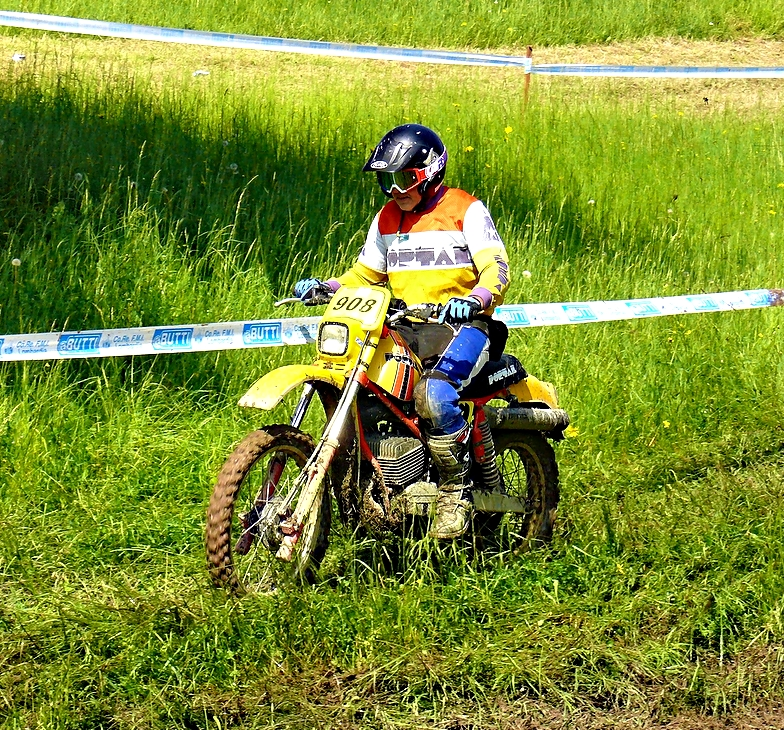
Una Portal 250 dels volts de 1981 en un enduro "vintage" a Itàlia el 2017

Denis i Gilles Portal havien començat a competir en motocròs a començaments de la dècada del 1960. El 1966, Denis va guanyar el Campionat de França de 250cc en categoria National amb Bultaco. El 1969, tots dos van esdevenir pilots oficials de Maico i el 1970 van guanyar sengles campionats de França de 500cc (Denis el de la categoria Inter i Gilles el de la National).
Entre 1970 i 1973, els germans Portal van participar en el naixement de la marca de motocicletes BPS (inicials de Boudet, Portal i Seurat), després que Jacques Boudet hagués decidit de construir un model de 125 cc apte per al motocròs i l'enduro. El disseny i desenvolupament els fou confiat als Portal, mentre que Boudet finançava el projecte i Marcel Seurat hi aportava la seva xarxa de distribució de la marca catalana OSSA. El 1974, la decisió d'importar i vendre sota la marca BPS models de la SWM italiana no va convèncer els germans Portal, que van abandonar el projecte per a fundar la seva pròpia marca, "Portal". Més tard, es van establir a Reinièrs, prop de Vilafranca de Roergue, on tenia la seu BPS.
Els primers models Portal es van llançar el 1975: duien un característic xassís tubular de tipus enreixat ("trellis"), i motors Sachs, que es van substituir més tard pels del fabricant txec ČZ. A partir de 1977 i fins al moment del tancament de l'empresa, el 1984, les Portal van dur motors Rotax. Portal va dominar els Campionats de França de motocròs de 1979 i 1980, primer amb un subcampionat i després un campionat per a Jean-Michel Baron en la cilindrada dels 250cc. Finalment, després d'una difícil col·laboració amb Peugeot, la producció es va acabar aturant el 1984.
Pascal Portal, fill de Denis, va guanyar el Campionat de França de motocròs amb motocicletes clàssiques el 2016 amb una Portal 406 Master.